# Scottish & Newcastle

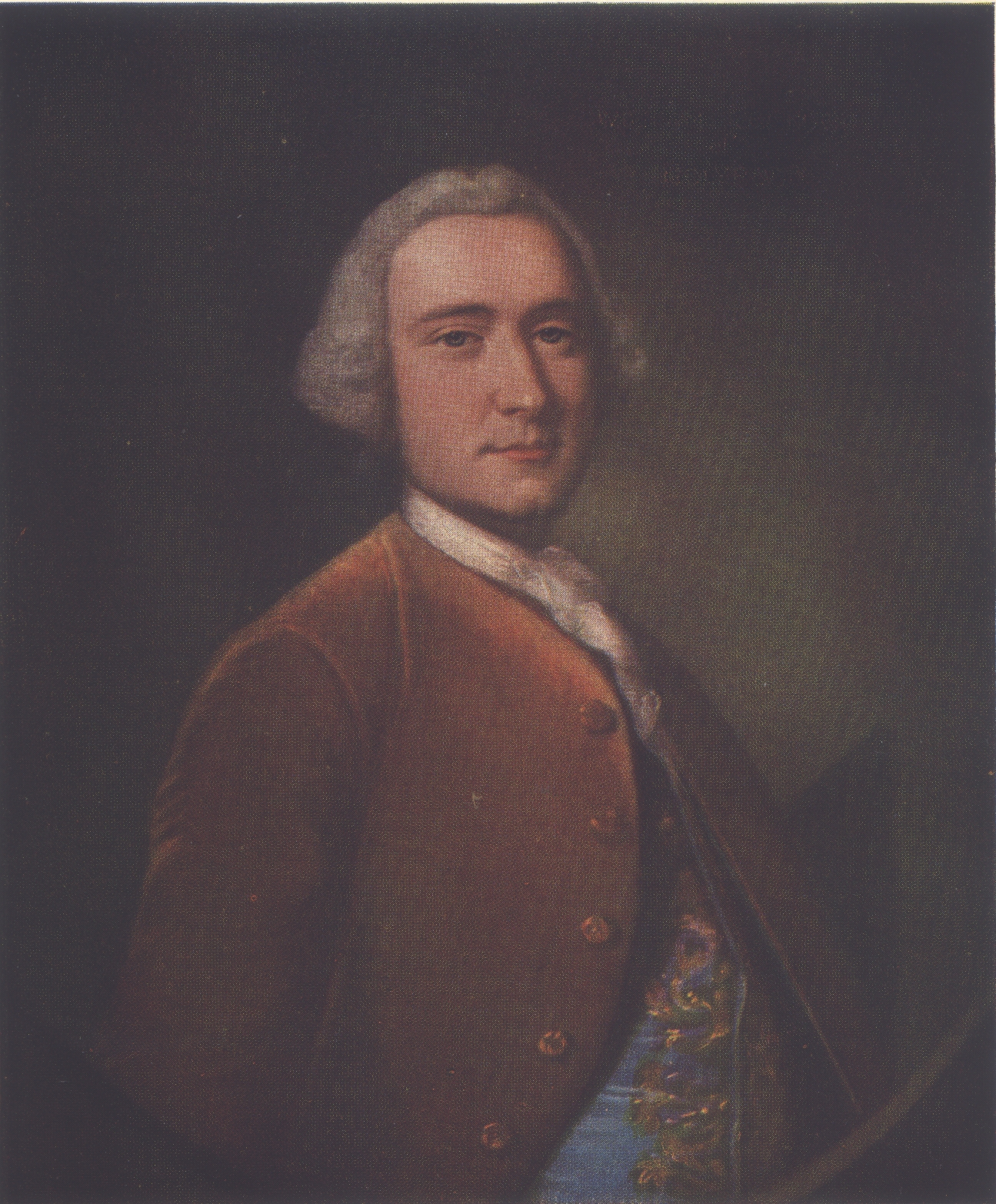
Stichter van Scottish & Newcastle, William Younger, geschilderd door Alan Ramsay

Scottish & Newcastle was een Britse firma die alcoholische drank produceerde en in 15 landen actief was, waaronder het Verenigd Koninkrijk, Frankrijk en Rusland. Het werd in april 2008 overgenomen door Heineken en Carlsberg.

## Beschrijving
Het hoofdkantoor van Scottish & Newcastle (S&N) stond in Edinburgh. Sinds het begin van de jaren 90 ontwikkelde de firma zich tot een internationaal bedrijf, waarbij de afzet van bier enorm toenam. De firma kreeg een beursnotering op de London Stock Exchange en maakte deel uit van de FTSE 100. In april 2008 werd S&N overgenomen door Heineken en Carlsberg waarbij die de activiteiten van de brouwer verdeelden.
De handelsnaam Scottish & Newcastle bleef echter in gebruik tot november 2009 toen hernoeming plaatsvond in "Heineken UK". De naam Scottish & Newcastle leeft nog voort in de "S&N Pub Enterprises", die hernoemd werd in "Scottish & Newcastle Pub Company". 

## Geschiedenis
Scottish & Newcastle werd gesticht door William Younger in Edinburgh in 1749 en heette toen William Younger's Brewery. In 1931 fuseerde deze firma met McEwan's en werd toen Scottish Brewers genoemd. In 1960 vond er weer een fusie plaats, ditmaal met Newcastle Breweries, en veranderde de naam in Scottish & Newcastle. In 1985 was het bedrijf voornamelijk gericht op de afzetgebieden Schotland en het noorden van Engeland; het stond als brouwerij nummer vijf genoteerd in het Verenigd Koninkrijk. In 1995, met de acquisitie van concurrent Courage Brewery, werd S&N de grootste brouwerij van het Verenigd Koninkrijk en produceerde ongeveer 15 miljoen hectoliter per jaar.
De Britse brouwerijdivisie werd bekend onder de naam Scottish Courage maar werd in februari 2006 hernoemd in Scottish & Newcastle UK. De pub-divisie heette "S&N Retail", en bezat 2500 outlets verspreid over het land. Vroeg in het jaar 2000 breidde S&N de activiteiten uit door een reeks buitenlandse overnames waardoor de afzet toenam tot 50 miljoen hectoliter per jaar. Doordat de firma Hartwall in 2002 werd overgenomen kreeg het ook een aandelenbelang van 50% in Baltic Beverages Holding, dat vooral werd verkocht in Rusland, Oekraïne, Kazachstan en de Baltische staten. Het overige deel van Baltic Beverages Holding was reeds in handen van Carlsberg en kreeg de rest van de aandelen na de overname van S&N.
In 2005 ging het een strategische samenwerking aan met de Indiase bierbrouwer United Breweries. S&N nam ook een minderheidsbelang van 37,5% in United Breweries. Het belang had een waarde van £ 88,5 miljoen en een deel van dit bedrag werd verrekend door de inbreng van de Indiase activiteiten van S&N in United Breweries.

### Overname door Heineken/Carlsberg
Op 17 oktober 2007 maakten Heineken en Carlsberg bekend S&N over te willen nemen voor 720 pence per aandeel. Dit bod werd afgewezen omdat het te laag was en er volgden een aantal juridische schermutselingen tussen de partijen. Op 17 januari 2008 verklaarde S&N dat er nu serieuze onderhandelingen plaatsvonden en dat het bod was verhoogd naar £ 8 per aandeel. Uiteindelijk accepteerden de aandeelhouders op 31 maart 2008 de overname door Heineken en Carlsberg voor een bedrag van £ 7,8 miljard. De overname werd afgerond op 29 april 2008, toen de aandelen van S&N van de London Stock Exchange werden verwijderd. Op 23 november 2009 werd de naam van de firma veranderd in Heineken UK Ltd, om de moedermaatschappij prominenter weer te geven.

## Overige gegevens
Scottish Courage had 40.000 man in dienst in het Verenigd Koninkrijk en Europa; bier werd gebrouwen in:
- The Fountain Brewery, Edinburgh - gesloten in 2004
- The Tyne Brewery, Newcastle upon Tyne - gesloten in 2005
- The Federation Brewery, Gateshead - gekocht in 2004, gesloten in 2010
- T & R Theakston's Brewery, Masham (S&N had een minderheidsbelang in deze brouwerij. Het is tegenwoordig eigendom van de Theakston-familie).
- John Smith's Brewery, Tadcaster
- The Berkshire Brewery, Reading - gesloten in april 2010
- The Royal Brewery, Manchester
- Beamish Brewery, Cork
- Crawford Brewery, Cork

Bieren die de naam Courage droegen waren:
- Courage Bitter
- Courage Best Bitter
- Courage Directors Bitter
- Courage Dark Mild
- Courage Directors Winter Warmer
- John Courage
- John Courage Amber
- John Courage Export Lager

Overige Schotse Couragemerken waren:
- Beamish
- McEwan's
- Newcastle Brown Ale
- John Smith's
- Websters

Merken waarvoor een licentie bestond waren:
- Foster's
- Kronenbourg

Hofmeister was een 3,2% alcohol bevattend lagerbier, dat door Scottish Courage, later Scottish & Newcastle, van 1980 tot 2003 geproduceerd werd. Het merk werd gepromoot tijdens de jaren tachtig met een reeks van advertenties, waarin een beer, George, met een geel jasje en een hoedje, de hoofdrol speelde.